# Stockem (Luxemburg)
Stockem (Luxemburgs: Stackem) is een plaats in de gemeente Wincrange en het kanton Clervaux in Luxemburg.
Stockem telt 112 inwoners (2001).
Allerborn · Asselborn · Boevange · Boxhorn · Brachtenbach · Crendal · Deiffelt · Derenbach · Doennange · Hamiville · Hachiville · Hoffelt · Lentzweiler · Lullange · Niederwampach · Oberwampach · Rumlange · Sassel · Schimpach · Stockem · Troine · Wincrange

Luxemburgse gemeenten · Kanton Clervaux · Luxemburg